# Hefboom

Hefboom

Een hefboom is een mechanisme waarmee een kleine kracht in combinatie met een grote beweging wordt omgezet in een kleine beweging die een grote last verplaatst, waarvoor een grote kracht nodig is. Dit principe was geformuleerd door de Griekse wis- en natuurkundige Archimedes, die berekende hoe hij met een hefboom de aarde zou kunnen optillen. Hij vertelde aan zijn landgenoten:
"Geef mij een steunpunt en ik verplaats de aarde."

## Algemeen principe

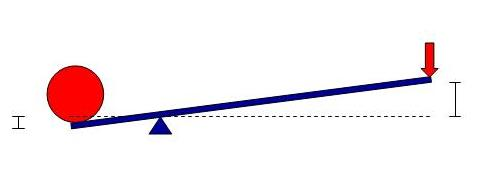
Principe van de hefboomwerking. Links de last (de rode bol) en de lastarm (afstand van de last tot het draaipunt), rechts de macht (krachtpijl) en de machtarm (afstand van de kracht tot het draaipunt)

Het natuurkundige principe dat aan de hefboomwerking ten grondslag ligt is de arbeid: kracht maal verplaatsing.
De kleine kracht grijpt aan op het uiteinde van de lange arm van de hefboom. De verrichte arbeid is het product van de uitgeoefende kracht en de verplaatsing. De last bevindt zich aan het uiteinde van de korte arm van de hefboom en ondergaat een kleinere verplaatsing dan de uitgeoefende kracht. De last kan daarmee (veel) groter zijn dan de uitgeoefende kracht. Kracht en arm kunnen elkaar compenseren in hun product, maar de verrichte arbeid blijft gelijk. De katrol werkt volgens hetzelfde principe.

## Vergelijking
De klassieke vergelijking luidt
{\displaystyle L_{\mathrm {arm} }\cdot L=M_{\mathrm {arm} }\cdot M}
met
- {\displaystyle L_{\mathrm {arm} }} de lastarm in meter, de afstand van de last tot het draai- of kantelpunt
- {\displaystyle L} de last (gewicht) in newton of kg
- {\displaystyle M_{\mathrm {arm} }} de machtarm in meter, de afstand van de macht tot het draai- of kantelpunt
- {\displaystyle M} de macht (de kracht) in newton of kg

Dit is een bijzonder geval van de evenwichtsvergelijkingen, die hier als volgt luidt:
- (kracht × arm)links = (kracht × arm)rechts

Oftewel, op basis van de Wetten van Newton moet voor de evenwichtssituatie gelden dat de som van de momenten om het draaipunt gelijk is aan 0 (nul). Hieruit volgt ook direct de hefboomregel; als men de kracht op de hefboom om een last te tillen kleiner maakt, moet de arm (afstand tot het draaipunt) groter worden (en omgekeerd).

## Drie soorten
Men kan drie soorten hefbomen onderscheiden naar de volgorde van last, draaipunt en kracht:
1. Primaire hefboom: het draaipunt ligt tussen last en kracht (bijvoorbeeld schaar, wip of koevoet)
2. Secundaire hefboom: de last ligt tussen het draaipunt en de kracht (bijvoorbeeld kruiwagen of notenkraker)
3. Tertiaire hefboom: de kracht wordt tussen het draaipunt en de last uitgeoefend (bijvoorbeeld een pincet of onze onderkaak)

## Praktische toepassingen
- Betonschaar
- Cantilever
- Deurkruk
- Flesopener
- Katrol
- Kelnersmes
- Klauwhamer
- Koevoet
- Moersleutel
- Nijptang
- Notenkraker
- Ophaalbrug
- Schaar
- Waterpomptang
- Wip

## Varianten
Hetzelfde principe is ook van toepassing bij sommige tandwieloverbrengingen voor een draaiende beweging en in weer een andere vorm bij takels.
Een verfijnde uitwerking van het principe van Archimedes wordt gevonden in de theorie van virtuele arbeid. Hiermede kan het verband tussen kracht en last uitgerekend worden voor alle mogelijke vormen van overbrenging tussen beide, zoals tandwielen, katrollen, schroef en moer (autokrik) of hydraulisch (hydraulische krik).

## Overdrachtelijke betekenis: economie
Men spreekt in andere vakgebieden ook van hefboomwerking wanneer een kleine invloed wordt aangewend om een groot effect te bereiken, bijvoorbeeld bij het hefboomeffect in de economie en de handel in derivaten. Winsten worden relatief groter, maar verliezen ook. Er is meer kans dat zelfs de gehele netto-investering verloren gaat, en afhankelijk van het geval kan er ook nog een restschuld overblijven, waarbij er dus aan het eind nog geld toe moet worden betaald.
Voorbeelden:
- Een bedrijf leent geld voor investeringen in kapitaalgoederen, de waarde van de bedrijfsmiddelen is groter dan het eigen vermogen. Bij een nv of bv is de schade beperkt tot de inleg, behalve voor bestuurders, bij grove schuld.
- De aankoopsom van aandelen wordt deels geleend: de waardeverandering van de aandelen is extra groot in verhouding tot het per saldo geïnvesteerde kapitaal. Zie ook aandelenlease.
- Het kopen van opties: de waardeverandering van de onderliggende aandelen is extra groot in verhouding tot de betaalde optiepremie; schade is beperkt tot deze inleg, de kans om die geheel te verliezen is groot.